# Máximo Santos
Máximo Benito Santos Barbosa (Pando, Canelones, 15 de abril de 1847 - Buenos Aires, 10 de mayo de 1889) fue un militar y político uruguayo. Fue presidente constitucional de Uruguay desde el 1 de marzo de 1882 hasta el 1 de marzo de 1886.

## Biografía

### Primeros años
El nacimiento de Máximo Benito Santos se inscribió en la Parroquia de la Inmaculada Concepción de Pando. Su familia se había radicado en la zona rural de Pando. Fue el sexto hijo del matrimonio de Joaquín Santos y María Aldina Barbosa, quienes habían contraído matrimonio en Cerro Largo, donde habían nacido sus primeros hijos. María Aldina Barbosa tenía ascendientes brasileños. Tanto el padre de Santos como sus hijos utilizan indistintamente el apellido Santos como "de los Santos". De hecho, en la partida del matrimonio de Santos con Teresa Mascaró celebrado en la Iglesia de San Agustín de La Unión el 3 de julio de 1872, Santos figura como Máximo de los Santos.

### Carrera militar

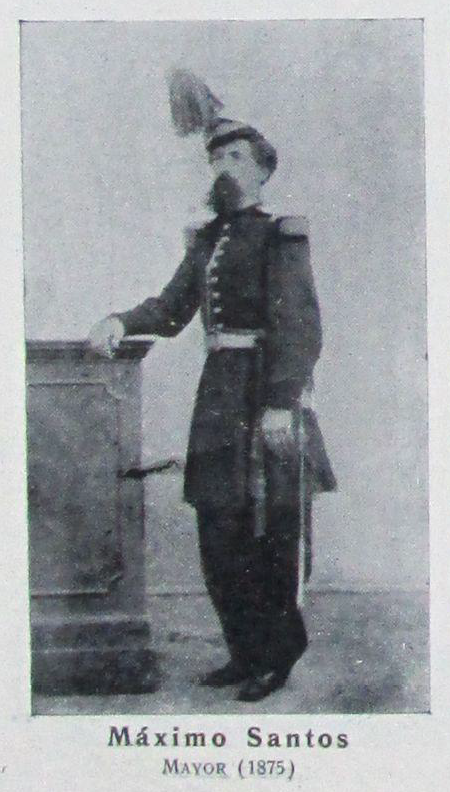
Máximo Santos en 1875.

Antes de comenzar su carrera militar Santos estuvo empleado en un comercio, luego como capataz en una tropa de carros. Se enroló voluntariamente en el ejército. Su amistad con Lorenzo Latorre lo llevó de sargento a teniente coronel del 5.º de Cazadores. Fue teniente 2.º, teniente 1.º y capitán. Santos alegó sus servicios en el Batallón Sosa y que los ascensos se le habían conferido en campaña por los generales Borges, Suárez y Enrique Castro, en su servicio combatiendo la revolución de Timoteo Aparicio.

### Presidencia
Fue Ministro de Guerra bajo el gobierno de Francisco Antonino Vidal Silva. Luego de la renuncia de este por razones de salud, Santos fue elegido presidente de la República el primero de marzo de 1882, a los 35 años de edad, para un período de cuatro años. Al finalizar su mandato fue elegido como su sucesor Francisco Antonino Vidal Silva, pero este renunció nuevamente el 24 de mayo de 1886, permitiendo que Santos, en su carácter de presidente del Senado, asumiera nuevamente la primera magistratura.
La única forma era hacerse elegir presidente del Senado y que luego el presidente de la República renunciara (no existía por ese entonces el cargo de vicepresidente). Pero los senadores se elegían por circunscripción departamental y los principales caudillos colorados ya se habían postulado por sus departamentos, por lo que Santos no tenía chance de llegar al Parlamento. Entonces, por la ley N.º 1.854 del 30 de diciembre de 1885, se creó el departamento de Flores a partir del territorio que pertenecía a la 3.ª Sección Judicial del departamento de San José. Vidal fue elegido senador por Flores en 1885 y, en 1886, presidente de la República (elección indirecta). Santos, su suplente, quedó como presidente del Senado. Luego de la renuncia de Vidal a la presidencia en 1886, Santos accedió nuevamente a la presidencia. La continuidad de Santos había sido preparada sin pudores entre este y Vidal.
La gran "reelección" de Santos era resistida por partidarios de los tres partidos existentes entonces, que se levantaron en armas el 30 de marzo de 1886. En Buenos Aires se creó una "Junta Revolucionaria" con representantes de los tres partidos. Por el colorado actuaba Lorenzo Batlle, por el Partido Blanco actuaba Juan José de Herrera y por el Partido Constitucional Martín Aguirre. También participaron Gonzalo Ramírez y el coronel Gaudencio, Jefe Político de Montevideo durante el gobierno de Pedro Varela. Entre el 30 y el 31 de marzo se llevó a cabo la batalla, por unos denominada del Quebracho, y por otros de Punta de Soto. Los revolucionarios fueron aplastados por las fuerzas gubernamentales leales a Santos al mando de Máximo Tajes. Los revolucionarios sufrieron 200 muertos y más de 600 prisioneros. A este alzamiento se lo conoce como la Revolución del Quebracho.
Al respecto de la divisas en su gobierno, el gobierno de Santos, parte del proceso del miltarismo, marcó un punto de inflexión en la vida partidaria respecto al gobierno de Latorre. A diferencia de Latorre, el santismo se reafirmó en la identidad colorada y creó una estructura apoyada en el Estado, el Ejército y el partido para el ejercicio autoritario del poder en su gobierno. De esta manera, Santos buscaba que la divisa colorada funcionara como la base del poder político de su gobierno, hecho por el que se opusieron otros colorados como Julio Herrera y Obes.
En oposición al coloradismo santista, en 1880 se creó el Partido Constitucional, una expresión "principista" que, integrada por antiguos miembros del Partido Radical, nacionalistas y colorados, asumía como principal misión generar un polo civilista en oposición no solo al régimen, sino también a los sectores tradicionalistas o "candomberos" de las divisas tradicionales que se habían convertido en los apoyos políticos de Latorre y Santos, respectivamente. En 1881 el gobierno de Santos lanzó una feroz persecución contra todas las manifestaciones principistas, tanto del constitucionalismo como del coloradismo civilista de Julio Herrera y Obes y de los nacionalistas.
Recién en 1886 los sectores principistas que habían estado circunstancialmente enfrentados a comienzos de la década con motivo de la fundación del Partido Constitucional se reunificaron para hacer frente al santismo, y conformaron la coalición que llevó a cabo el alzamiento conocido como la Revolución del Quebracho. Máximo Tajes, general al mando de las fuerzas de Santos y futuro presidente, perdonó a los prisioneros, por orden de Santos. Entre los heridos estaban los futuros presidentes José Batlle y Ordóñez y Juan Campisteguy.
Aunque derrotada en el campo de batalla, la acciones tomadas por la oposición a Santos, como el intento de magnicidio de agosto de 1886, dieron un giro político que posibilitaría la transición del militarismo al "civilismo" durante el gobierno de Máximo Tajes y su "gabinete de conciliación".

### Atentado
El 17 de agosto de 1886 Santos acudió al Teatro Cibils a ver una representación de la ópera La Gioconda, de Amilcare Ponchielli, con un elenco encabezado por la diva italiana Eva Tetrazzini. La función comenzó a las 20:30. A eso de las 21, cuando el primer acto estaba en pleno desarrollo, Máximo Santos, vestido de gala, bajó del carruaje e ingresó al recinto junto a su hija Teresita. Cuando giró la cara hacia su derecha, para saludar a su amigo Tulio Freire (creador, entre otras cosas, de la banda presidencial), el joven teniente Gregorio Ortiz se acercó por el otro lado y le disparó un balazo en la cara, a quemarropa. Herido de gravedad pero sin peligro para su vida, Santos se llevó las manos a la cara y tambaleó, mientras el heridor salió corriendo por la calle Ituzaingó hacia la calle Piedras. Uno de los guardias personales del presidente fue a perseguirlo, pero tropezó en su sable y cayó al suelo. El autor del atentado dobló por Piedras hacia la calle Treinta y Tres, perseguido por el cabo Gard y otros guardias; en determinado momento se detuvo un instante y disparó contra sus perseguidores, sin dar en el blanco. Al llegar a la calle Treinta y Tres, y al no ver el caballo que debía haberlo esperado para facilitar su fuga, se puso el revólver que portaba sobre la sien y se suicidó.

### Últimos años
Santos llamó a un "Gabinete de conciliación", sin éxito. Debilitado, desmoralizado, y ya muy enfermo, el 18 de noviembre de 1886 Santos presentó la renuncia ante el Parlamento, aduciendo razones de salud. Le fue aceptada de inmediato y, ese mismo día, se eligió como presidente de la República al teniente general Máximo Tajes para terminar el mandato de Vidal (1886-1890). Santos, por su parte, se embarcó hacia Europa. Cuando intentó regresar, en 1887, un decreto firmado por su examigo Tajes le impidió desembarcar y lo desterró, con el pretexto de que su vida corría peligro. Francisco Bauzá y Juan Zorrilla de San Martín (que habían sido opositores al régimen santista) pusieron de manifiesto la ilegalidad de dicha decisión, refrendada por el Parlamento, que privaba del derecho a residir en su patria a quien no estaba acusado de delito alguno y continuaba siendo senador de la República. Pero fue inútil. Santos falleció en Buenos Aires el 10 de mayo de 1889, como consecuencia de la ruptura de un aneurisma de aorta, cuando tenía 42 años.

### Gabinete de gobierno
| Ministerio                            | Nombre                       | Período     |
| ------------------------------------- | ---------------------------- | ----------- |
| Gobierno                              | José Ladislao Terra          | 1882        |
| Gobierno                              | Carlos de Castro             | 1882 - 1885 |
| Gobierno                              | Luis Eduardo Pérez           | 1885 - 1886 |
| Gobierno                              | José Pedro Ramírez           | 1886        |
| Relaciones Exteriores                 | Manuel Herrera y Obes        | 1882 - 1886 |
| Relaciones Exteriores                 | Juan Carlos Blanco Fernández | 1886        |
| Hacienda                              | Juan Lindolfo Cuestas        | 1882        |
| Hacienda                              | José Ladislao Terra          | 1882 - 1886 |
| Hacienda                              | Antonio María Márquez        | 1886        |
| Guerra y Marina                       | José María Vilaza            | 1882        |
| Guerra y Marina                       | Máximo Tajes                 | 1882 - 1886 |
| Justicia, Culto e Instrucción Pública | Juan Lindolfo Cuestas        | 1884 - 1886 |
| Justicia, Culto e Instrucción Pública | Lindoro Forteza              | 1886        |
| Justicia, Culto e Instrucción Pública | Aureliano Rodríguez Larreta  | 1886        |

## Personalidad
A Máximo Santos le gustaba la buena vida y el lujo espectacular, que fueron características de su gobierno. Tal era su amor por los fastos que creó para sí el rango de capitán general, un rango habitualmente honorífico similar a mariscal de campo o general de cinco estrellas. Amasó una importante fortuna como otros gobernantes de la época y tuvo varias conquistas sociales y culturales.
Se destaca en su mandato la elevación de la figura de Artigas a héroe nacional, la expansión de la Reforma Vareliana, el desarrollo del Puerto de Montevideo, la creación de la Universidad de la República, el inicio de la separación de la Iglesia y el Estado por la Ley de Conventos y la creación del Registro Civil, la devolución de los trofeos de guerra al Paraguay (por lo que una de las principales avenidas de Asunción se denomina Gral. Máximo Santos), el alambramiento de los campos y la creación de una fuerte red de batallones en el interior que permitió el desarrollo agropecuario, entre otros logros.
En 1881, antes de asumir como presidente, mandó construir una suntuosa residencia, el Palacio Santos, actualmente sede del Ministerio de Relaciones Exteriores de Uruguay.
Su principal opositor fue José Batlle y Ordóñez, quien a través del diario El Día se encargó de destacar insistentemente todos los aspectos negativos de Santos (durante sus mandatos y posteriormente).